# 一本松珠玑
一本松珠玑（一本松 珠璣，1901年4月29日—1985年1月24日），日本广岛县人，日本实业家。
1924年，毕业于日本京都大学电气工程学。1951年，任关西电力公司常务理事。1956年，随石川一郎访问英国核电设施；次年担任日本原子能发电公司副经理，1962年，升任经理。后担任日本原子能发电公司董事长、日本原子能产业会议副会长。1974年任加工浓缩铀筹备会会长。著有《东海原子能发电所故事》、《动力燃料综合计划论》等。